# Compress
A compress (/usr/bin/compress) tömörítő program UNIX-on és UNIX-szerű operációs rendszereken. Funkcióját a POSIX szabvány, a Single UNIX Specification és az IEEE 1003.1 szabvány tartalmazza. Ellentétével, uncompress-szel (/usr/bin/uncompress) együtt archívumok helytakarékos kezelését szolgálja.
A compress tömörítési algoritmusát a Unisys szoftverszabadalma védte, míg az LZW és az LZ78 algoritmusokat Terry A. Welch és társai szabadalmi joga.
A következő POSIX- és Single Unix Specification-változatban a tervek szerint a gzip Deflate algoritmusa támogatott lesz.

## Módszer
A Lempel–Ziv-algoritmust nem támogató rendszereken a compress az argumentumként megadott fájlokat nem módosítja, hanem 2-nél nagyobb Error Levellel megszakad. Ugyanígy megszakadáshoz vezet, ha a .Z kiterjesztés a NAME_MAX rendszermagkonstans által meghatározott maximális névhosszt túllépné.
Más rendszereken a fájlokat tömöríti és a tömörített fájllal helyettesíti, melynek nevét a .Z kiterjesztéssel egészíti ki. Ha az ezt végrehajtó folyamat jogosultsága elegendő, a jogosultságok és a tulajdonosok megmaradnak. E fájlokat a uncompress révén lehet kicsomagolni, mely a névvégi .Z kiterjesztést eltávolítja.
Hasonlóan a gziphez és a bzip2-höz a compress csak egyes fájlokat tömörít. Ha több fájl vagy teljes könyvtárhierarchia tömörítendő, gyakran archiváló programmal (például tar, cpio, backup stb.) együtt használják, melynek kimenete végül tömöríthető.

### Szabadalmi jogok
A POSIX szabvány rögzíti, hogy a compress fájlokat az adaptív Lempel–Ziv-algoritmus (LZC, az LZW algoritmus változata) alapján szerkeszti. Ezen algoritmust (pontosabban az alapot képző LZ78 algoritmust) és a kiterjesztését 2003-ig (Japánban 2004-ig) Terry A. Welch szabadalmi joga védte, melyet a Sperry Corporationnek adtak ki.

### Alternatívák
Többek közt e jogvédett folyamattól való függés miatt fejlesztették ki az alternatívákat, a gzip és a bzip2 algoritmusokat, melyek mindegyike hasonló, de nem jogvédett tömörítő algoritmusokon alapul. A GNU operációs rendszer így gzipet (GNU-zip) használ a compress helyett. A gzip képes bár compress-szel kapott fájlokat olvasni és kicsomagolni, de a tömörítés az ahhoz használt (korábban) szabadalmi jogok által védett folyamat miatt nem volt támogatott. Ennek ellenére Unixon és BSD-n a compress használatban maradt, és a compress és uncompress parancsokat az IBM i operációs rendszerrel is kompatibilissé tették.

## Használat, példák
Általában a compress egy vagy több fájlnevet kér argumentumként, és e fájlokat cseréli le tömörített változatukra. A -c kapcsolóval e változat viszont a stdout-ra íratik ki a fájlrendszer tartalmának változtatása nélkül. Ez használható a tömörített másolatok külső eszközökön való tárolására (az adatfolyamot egy megfelelő program megfelelő csatornán teszi elérhetővé), vagy a kimenő fájlok törlésének megkerülésére:
```
# compress -c /path/to/input > /path/to/output.Z
```

Ezenkívül a -c N lehetővé teszi a tömörítés(i arány) változtatását, ahol N az egy kódhoz maximálisan felhasználható bitek száma (9 és 14 közti értékek támogatottak). A hosszabb kódok jobb tömörítést tesznek lehetővé nagyobb számítási igény mellett.

## Fordítás
Ez a szócikk részben vagy egészben  a   compress című német Wikipédia-szócikk ezen változatának fordításán alapul.  Az eredeti cikk szerkesztőit annak laptörténete sorolja fel. Ez a jelzés csupán a megfogalmazás eredetét és a szerzői jogokat jelzi, nem szolgál a cikkben szereplő információk forrásmegjelöléseként.